# 列昂尼德·叶夫列莫夫
列昂尼德·尼古拉耶维奇·叶夫列莫夫（俄語：Леонид Николаевич Ефремов，1912年6月7日—2007年6月24日）苏联党和国家领导人，苏共中央政治局候补委员，苏共斯塔夫罗波尔边疆区党委第一书记。

## 生平
出生于沃罗涅日的中学教师家庭。两岁时父亲死于肺炎。1933年毕业于沃罗涅日农业机械学院机械工程系。1946年开始担任苏共古比雪夫市基洛夫斯基区委书记，1949年升任古比雪夫市委第二书记、兼州委第二书记。1951年至1952年担任古比雪夫工会执行委员会主席。
1952年至1958年调任至苏共库尔斯克州委第一书记。1958年至1962年任苏共高尔基州委第一书记。1964年至1970年任苏共斯塔夫罗波尔边疆区党委第一书记。1970年至1988年任苏联国家科学技术委员会第一副主席。
苏联共产党中央政治局候补委员（1962年至1966年）。苏联第三至第七届最高苏维埃代表。苏联共产党中央委员会委员（1952年至1971年）。苏联共产党中央审计委员会成员（1971年至1989年）。1988年退休。
2007年6月24日在莫斯科逝世，安葬于孔策沃公墓。